# インドネシア民主党
インドネシア民主党（インドネシアみんしゅとう、Partai Demokrasi Indonesia）は、インドネシアの政党である。スハルト体制期に存続を許されていた2野党のうちの一つ。政党のシンボルカラーは赤、シンボルマークは野牛。略称はPDI。以下、本論ではPDIと略す。2001年に結成され、スシロ・バンバン・ユドヨノ政権の与党となっている「民主党」は別の政党である。

## 沿革

### 結党期
スハルト政権初期の1973年1月に制定された「政党・ゴルカル法」によって、既存の政党勢力のうち、イスラーム系4政党は開発統一党（PPP）に、それ以外の非イスラーム系5政党はPDIに整理・統合された。それに先立って1971年に行なわれたスハルト体制での最初の総選挙で、諸政党は政府「与党」ゴルカルに大敗したため、政党勢力は政府による強引な政党簡素化政策に対抗できなかった。
PDIに統合された5政党は以下のとおり。（ ）内は1971年第1回総選挙でのそれぞれの得票率。
インドネシア国民党（PNI） Partai Nasional Indonesia （6.98％）
インドネシア・クリスチャン党 Partai Kristen Indonesia （1.34％）
カトリック党 Partai Katolik （1.19％）
インドネシア独立擁護連盟（IPKI）（0.62％）
ムルバ党 Partai Musyawarah Rakyat Banyak（0.09％）
政党簡素化によって成立した2政党は、いずれも諸勢力による寄り合い所帯であったため、主導権争いなどの内紛で、党運営にいちじるしい支障をきたすことになったが、それでもPPPにはイスラームという紐帯があった。それに対してPDIにはまったく何の紐帯もなかったため、党発足当初から困難な歩みを続けていくことになった。

### 体制内「野党」
インドネシアの総選挙法（当時）の規定では、2政党・ゴルカルによって提出される候補者名簿について、各級の選挙管理委員会が審査し、不適格者に対して出馬を拒否する権限を持っていた。すなわち、政府の意向に沿わない候補者を「失格」とすることで、政権にとって脅威となりうる人物を選挙過程から排除することが制度的に認められていたのである。
また、かつてのスカルノ政権期には、中央政府の内務省や地方政府内にPNI支持者が多かったが、スハルト政権期になると、「忠誠一元化」の号令のもとに政府内でのPNIの影響力は排除された。そのためPNIは重要な支持基盤と資金源を失い、1955年時の総選挙で22.4％を獲得した同党は、1971年総選挙で上記の得票率しか確保できなかった。
非イスラーム系諸政党の「寄り合い所帯」として発足したPDIは、党内の主導権争いに明け暮れた。党の組織運営にあたっては、議長人事・中央執行委員選出などにおいて政府の承認が必要であり、容易に政権からの介入を許した。同時に、党内での内紛が生じると政権に仲裁を依頼して混乱を収拾してもらい、また、党の運営資金の面でも政府からの補助金頼みというのが実状だった。政権内部でも、民主主義国家の外観を整えるためには「野党」の存続が必要であるとの配慮から、PDIの維持に関心を示していたのである。

### メガワティ指導部の登場と追放
こうして弱体化した党を立て直すために担ぎ出されたのが「スカルノの子供たち」であった。スカルノの長女メガワティ・スカルノプトリは1986年にPDI中部ジャワ副支部長に就任し、翌1987年には総選挙にみずから出馬、当選して国会議員になった。同選挙ではPDI自体も議席数を24から40に伸ばし、さらに1992年選挙では党の議席数を56にした。
「スカルノの子供たち」を担ぎ出すことで「スカルノ・ブーム」を巻き起こし、党勢の回復に成功しつつあったPDIだったが、これは政権側の警戒感をにわかに強めることになった。
1993年7月、メダンで開かれた定例党大会は、「スカルノの子供たち」の担ぎ出しに成功した党首スルヤディを再選したが、これをスハルト政権は認めなかったため、党首人事が宙に浮いてしまった。そこで同年9月、PDI地方党員数百人がメガワティに党首就任を要請。続く同年12月のスラバヤでの党大会で、おもに党の地方支部の絶大な支持を受けて、メガワティ・スカルノプトリがPDI党首に就任したのである。
もちろんメガワティの党首就任をスハルト政権側が歓迎したわけではない。そのため、メガワティは当初から、パンチャシラ・1945年憲法・国軍二重機能の支持を表明し、政府に受け入れられる指導者像を自ら演出することに腐心した。そして、最終的には政権側もメガワティの党首就任を「祝福」（スハルトが承認）した。スハルトの娘、シティ・ハルディヤンティ・ルクマナ（通称トゥトゥット）がメガワティと会見するなど、スハルト政権とメガワティ民主党の関係は安定するかに見えた。
しかし、メガワティの党首就任に奔走したPDI新執行部や、その周辺の一部メガワティ支持者の間から、スハルト政権に対する批判的な発言が相次いで飛び出し、また、メガワティもこれを放置したままであることが政権側の怒りを買った。同時に、PDI内穏健派も党の急進化に危機感を強めていった。
こうしたスハルト政権とPDI内穏健派とのあいだでどのような取引があったのかはわからないが、1996年6月、メガワティ執行部のあずかり知らないまま、政府・国軍の後押しを受けて、メダンで臨時党大会が召集され、政府・国軍関係者臨席のもとで、前党首スルヤディが党首に選出された（「メガワティ降ろし」）。
このPDIでの「政変」後、スルヤディ派はメガワティ派にジャカルタの党本部の明け渡しを要求し、これに抵抗したメガワティ支持者を建物から強制排除した。これに怒った党メガワティ派のみならず、一般庶民多数がジャカルタ市中心部で暴徒化し、鎮圧に当たった軍との衝突で、死者5人、負傷者百数十人、多数の行方不明者が出た（「7月27日の悲劇」）。
政府はこの暴動を扇動したとして人民民主党（PDR）を弾圧、左派を一掃し、メガワティの責任もきびしく追及した。その後、党首の座を奪われたメガワティは、一時期政治の表舞台では影響力を失った。その後のメガワティの動向については「闘争民主党」の項を参照。

### スハルト政権崩壊とその後
メガワティ派を追放したPDIだったが、その後の1997年総選挙では議席数を56から11に減らして惨敗した。一般市民のあいだでも、メガワティに対する同情や、スハルト政権・スルヤディ民主党に対する不満や怒りが高まったのである（しかし、その後の大統領指名選挙ではスハルトが再選された）。
そして、1997年7月、インドネシアを直撃したアジア通貨危機によって一気に政治状況が流動化し、1998年5月にスハルトが大統領を辞任すると、メガワティ派も再結集し、「メガワティ支持者グループ」（TPDI）を結成。これが闘争民主党（PDI-P）結成の母体となっていく。一方のPDI内部にも動揺が走り、同年6月2日、同党幹事長アレキサンダー・リタイから、国会内のPDI議員は責任を取って全員辞職すべき、といった発言も飛び出した。
スハルト政権崩壊後の最初の選挙（1999年）では、かつてPDIに統合された5政党のうち、クリスチャン党が国民クリスチャン党（KRISNA）として、カトリック党が民主カトリック党（PKD）として、ムルバ党がそのままの名前で、そしてPDIメガワティ派は闘争民主党として、それぞれPDIから分離して選挙に臨んだ。
前回選挙でも有権者の支持を失ったPDIは、この選挙でも得票率は0.62%、獲得議席数は2にとどまって大敗した。以後、インドネシア政局におけるPDIは、その存在感をほぼ失った。
なお、闘争民主党自身は自党をインドネシア民主党の継承者であるととらえており、インドネシア民主党創立50周年にあたる2023年1月にはメガワティや闘争民主党所属のジョコ・ウィドド大統領らによって50周年の祝賀行事が行われている。